# 川口やな
川口やな（かわぐちやな）は、岐阜県揖斐郡揖斐川町にある観光やなである。
川口橋のたもとの揖斐川に設置された梁で梁漁が行われている。やなは7月中旬から10月中旬までの設営で、同期間に営業している。清流揖斐川を目の前に見ながら鮎料理が味わえる。やなの付近はカヌー競技のコースになっており2012年には第67回国民体育大会のぎふ清流国体が開催される。
上流は、奥揖斐と呼ばれ、道路が整備されるまでは秘境の地と言われ、山と清流が織り成す風光明媚な所となっている。さらに最上流は、揖斐川をせき止めて建設された日本一の総貯水量を誇る雄大な徳山ダムがあり、大規模ダム建設の為に廃村となった徳山村があった。